# Moltiplicatore di Petrie

Illustrazione del moltiplicatore di Petrie

Il moltiplicatore di Petrie è un esperimento mentale proposto da Karen Petrie, che rivela come una minoranza di donne in un gruppo ricevono una quantità sproporzionata di interazioni sessiste, anche se uomini e donne sono ugualmente sessisti. Questo effetto è stato battezzato e reso popolare da Ian Gent il quale spiega che, se gli uomini sono quattro volte più numerosi delle donne in un gruppo, i commenti sessisti verso le donne saranno quattro volte più numerosi, e poiché le donne che li ricevono sono quattro volte meno numerose, la media dei commenti sessisti per ogni donna sarà 16 volte maggiore rispetto a quelli per uomo. In generale, con un rapporto 1:r di donne in un gruppo, i commenti sessisti ricevuti in media da ogni donna saranno r2 volte rispetto a quelli ricevuti in media da ogni uomo. Questo evidenzia come le donne possano correttamente sentirsi più insultate rispetto agli uomini in ambienti con forte disparità numerica di genere, come ad esempio le STEM, senza necessariamente assumere che gli uomini siano più sessisti delle donne. L'effetto del moltiplicatore è analogo alla legge dei quadrati di Lanchester.
Alcune analisi suggeriscono che il modello alla base del moltiplicatore di Petrie sia troppo semplice per modellare accuratamente le interazioni sociali. Tuttavia, questi studi mostrano, tramite modelli più sofisticati, conclusioni analoghe al moltiplicatore di Petrie.